# Ann Cleeves

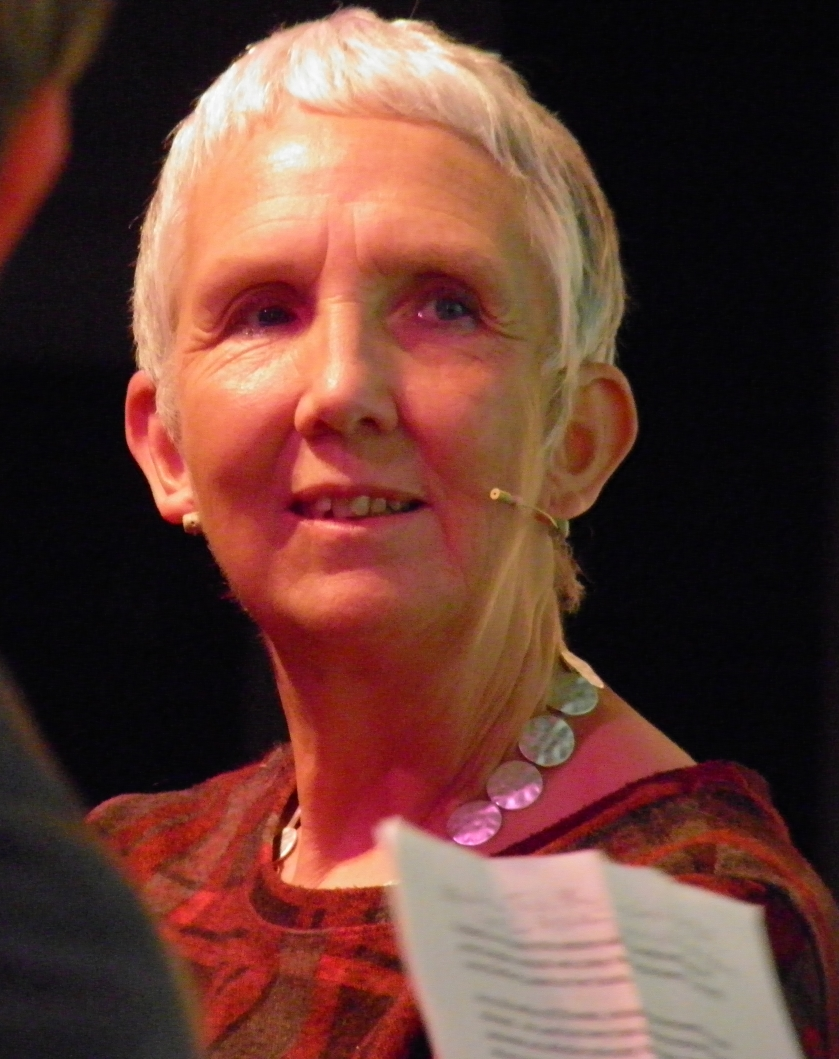
Ann Cleeves (2017)

Ann Cleeves OBE (* 24. Oktober 1954 in der Grafschaft Herefordshire, Region West Midlands, England) ist eine populäre Kriminalschriftstellerin, deren Romane in über 20 Sprachen übersetzt wurden. Neben Großbritannien erlangte sie besonders in Skandinavien und Deutschland Bekanntheit.

## Leben
Cleeves wuchs im ländlichen Westen Englands, in Herefordshire und North Devon, auf. Ihr Vater war Grundschullehrer. Nach dem Abbruch ihrer Universitätsausbildung übte sie vorübergehend verschiedene Jobs als Erzieherin in der Kinderbetreuung, Leiterin eines Frauenhauses, Helferin bei der Küstenwache oder Köchin auf einer Vogelwarte aus. Danach setzte Cleeves ihre universitäre Ausbildung zur Bewährungshelferin fort.
Mit Anfang zwanzig arbeitete Cleeves zwei Jahre lang als Köchin auf der Vogelwarte der Insel Fair Isle, die zu den schottischen Shetlandinseln gehört. Dort lernte sie ihren späteren Mann Tim kennen, einen Ornithologen. Kurz nach ihrer Heirat wurde dieser zum Aufseher des Naturreservats Hilbre Island, im nordwestlichen Grenzbereich zwischen England und Wales, berufen. Hier entstand Cleeves’ erste Romanserie um den Naturforscher George Palmer-Jones, die nicht in deutscher Sprache erschienen ist.
Ann Cleeves lebt in West Yorkshire; ihr Mann Tim verstarb 2017; sie hat zwei Töchter.

## Werke

### George-&-Molly-Palmer-Jones-Serie
- 1986 A Bird in the Hand
- 1987 Come Death and High Water
- 1988 Murder in Paradise
- 1989 A Prey to Murder
- 1991 Sea Fever[4]
- 1992 Another Man's Poison
- 1994 The Mill on the Shore
- 1996 High Island Blues

### Inspector-Stephen-Ramsay-Serie
- 1990 A Lesson in Dying
- 1991 Murder in My Backyard
- 1992 A Day in the Death of Dorothea Cassidy
- 1993 Killjoy
- 1995 The Healers
- 1997 The Baby Snatcher

### Vera-Stanhope-Serie
- 1999 The Crow Trap
- 2005 Telling Tales (dt. Opferschuld. Rowohlt TB, Reinbek 2011, ISBN 978-3-499-25362-1)
- 2007 Hidden Depths (dt. Totenblüte. Rowohlt TB, Reinbek 2010, ISBN 978-3-499-25315-7)
- 2011 Silent Voices (dt. Seelentod. Rowohlt TB, Reinbek 2011, ISBN 978-3-499-25614-1)
- 2012 The Glass Room (dt. Das letzte Wort. Rowohlt TB, Reinbek 2012, ISBN 978-3-499-25905-0)
- 2014 Harbour Street (dt. Ein dunkler Fleck. Rowohlt TB, Reinbek 2014, ISBN 978-3-499-26942-4)
- 2015 The Moth Catcher (dt. Die Nacht der schwarzen Falter. Rowohlt TB, Reinbek 2016, ISBN 978-3-499-27238-7)
- 2017 The Seagull (dt. Die andere Tote. Rowohlt TB, Hamburg 2019, ISBN 978-3-499-27598-2)
- 2020 The Darkest Evening (dt. Die tiefste Nacht. Rowohlt TB, Hamburg 2023, ISBN 978-3-499-01061-3)
- 2022 The Rising Tide

### Erstes Shetland-Quartet
- 2006 Raven Black (dt. Die Nacht der Raben. Rowohlt TB, Reinbek 2007, ISBN 978-3-499-24477-3)
- 2008 White Nights (dt. Der längste Tag. Rowohlt TB, Reinbek 2008, ISBN 978-3-499-24478-0)
- 2009 Red Bones (dt. Im kalten Licht des Frühlings. Rowohlt TB, Reinbek 2009, ISBN 978-3-8052-0876-5)
- 2010 Blue Lightning (dt. Sturmwarnung. Rowohlt TB, Reinbek 2010, ISBN 978-3-8052-0880-2)

### Zweites Shetland-Quartet
- 2013 Dead Water (dt. Tote Wasser. Rowohlt TB, Reinbek 2014, ISBN 978-3-499-26717-8)
- 2014 Thin Air (dt. Das Geistermädchen. Rowohlt TB, Reinbek 2015, ISBN 978-3-499-27055-0)
- 2016 Cold Earth (dt. Die Tote im roten Kleid. Rowohlt TB, Reinbek 2018, ISBN 978-3-499-27378-0)
- 2018 Wild Fire (dt. Was niemand sieht. Rowohlt TB, Reinbek 2020, ISBN 978-3-499-00309-7)

### Two Rivers-Serie
mit Detective Inspektor Mathew Venn:
- 2019 The Long Call
- 2021 The Heron's Cry
- 2023 The Raging Storm

### Einzelwerke
- 2001 The Sleeping and the Dead
- 2003 Burial of Ghosts

## Film
- 2011: Die Vera-Stanhope-Serie wird von den britischen ITV-Studios produziert und unter dem Titel Vera ab Mai 2011 ausgestrahlt. Die Titelrolle spielt Brenda Blethyn.[6]
- 2013: Verfilmung und Ausstrahlung des Romans Red Bones als TV-Serie durch die BBC unter dem Titel Shetlands.[7] Hauptrolle: Douglas Henshall.
- 2014: Die Ausstrahlung weiterer Episoden nach den Romanen Raven Black, Dead Water and Blue Lightning[8] ist für 2014 geplant.
- 2016: Mord auf Shetland – Die Nacht der Raben (Verfilmung von Raven Black) im deutschen ARD-Fernsehen.[9]

## Auszeichnungen
- 2006 Gold Dagger für Raven Black (dt. Die Nacht der Raben) der britischen Crime Writers’ Association (CWA)
- 2017 CWA Diamond Dagger für ihr Lebenswerk